# کادووب وولنه
کادووب وولنه (به لهستانی:  Kadłub Wolny) یک روستا در لهستان است که در گمینا زنبوویتسه واقع شده‌است.